# Senatori della VII legislatura del Regno di Sardegna
Elenco dei senatori della VII legislatura del Regno di Sardegna (dal 2 aprile 1860 al 17 dicembre 1860) con i nominati dal re Vittorio Emanuele II.

## Nomine
Il numero della prima colonna si riferisce al numero nella serie cronologica ufficiale.
Convalida e giuramento:
  In legislature precedenti
  Durante la legislatura
  In legislature successive
| Num. | Nominativo                                          | Categoria | Date              | Date             | Date             | Osservazioni                                                           |
| Num. | Nominativo                                          | Categoria | Decreto           | Convalida        | Giuramento       | Osservazioni                                                           |
| ---- | --------------------------------------------------- | --------- | ----------------- | ---------------- | ---------------- | ---------------------------------------------------------------------- |
|      | Eugenio di Savoia Carignano                         |           |                   |                  |                  | art. 34 dello Statuto                                                  |
| 216  | Acquaviva Luigi                                     | 21        | 20 novembre 1860  | 9 aprile 1861    | 9 aprile 1861    |                                                                        |
| 2    | Alfieri di Sostegno Cesare                          |           | 3 aprile 1848     |                  |                  |                                                                        |
| 95   | Ambrosetti Giovanni Antonio                         |           | 18 dicembre 1849  |                  |                  |                                                                        |
| 159  | Araldi Erizzo Pietro                                | 21        | 29 febbraio 1860  | 14 aprile 1860   | 2 aprile 1860    | Non ha ancora l'età                                                    |
| 98   | Arborio Gattinara di Breme Ferdinando               |           | 18 dicembre 1849  |                  |                  |                                                                        |
| 137  | Arese Lucini Francesco                              |           | 26 novembre 1854  |                  |                  |                                                                        |
| 152  | Arnulfo Giuseppe                                    | 3         | 29 febbraio 1860  | 11 aprile 1860   | 2 aprile 1860    |                                                                        |
| 164  | Arrivabene Giovanni                                 | 20        | 29 febbraio 1860  | 11 aprile 1860   | 2 aprile 1860    |                                                                        |
| 3    | Asinari di San Marzano Ermolao                      |           | 3 aprile 1848     |                  |                  |                                                                        |
| 125  | Audifreddi Giovanni                                 |           | 20 ottobre 1853   |                  |                  |                                                                        |
| 4    | Avogadro di Collobiano Filiberto                    |           | 3 aprile 1848     |                  |                  |                                                                        |
| 59   | Aymerich di Laconi Ignazio                          |           | 3 maggio 1848     |                  |                  |                                                                        |
| 5    | Balbi Piovera Giacomo                               |           | 3 aprile 1848     |                  |                  |                                                                        |
| 176  | Barbiano di Belgioioso Luigi                        | 21        | 29 febbraio 1860  | 14 aprile 1860   | 2 aprile 1860    |                                                                        |
| 112  | Baudi di Vesme Carlo                                |           | 2 novembre 1850   |                  |                  |                                                                        |
| 193  | Bevilacqua Carlo                                    | 21        | 18 marzo 1860     | 23 maggio 1860   | 2 aprile 1860    |                                                                        |
| 8    | Billet Alessio                                      |           | 3 aprile 1848     |                  |                  | Dimissionario il 21 giugno 1860 per l'unione della Savoia alla Francia |
| 134  | Bona Bartolomeo                                     |           | 26 novembre 1854  |                  |                  |                                                                        |
| 212  | Borghesi Bichi Scipione                             | 21        | 23 marzo 1860     | 2 ottobre 1860   | 2 aprile 1860    |                                                                        |
| 126  | Borromeo Vitaliano                                  |           | 20 ottobre 1853   |                  |                  |                                                                        |
| 10   | Brignole Sale Antonio                               |           | 3 aprile 1848     |                  |                  |                                                                        |
| 189  | Bufalini Maurizio                                   | 20        | 18 marzo 1860     | 3 luglio 1860    | 18 novembre 1865 |                                                                        |
| 114  | Caccia Carlo Francesco                              |           | 4 marzo 1852      |                  |                  |                                                                        |
| 144  | Cadorna Carlo                                       |           | 29 agosto 1858    |                  |                  |                                                                        |
| 115  | Cagnone Carlo                                       |           | 4 marzo 1852      |                  |                  |                                                                        |
| 208  | Cambray-Digny Luigi Guglielmo                       | 21        | 23 marzo 1860     | 9 giugno 1860    | 2 aprile 1860    |                                                                        |
| 168  | Camozzi Vertova Giovanni Battista                   | 21        | 29 febbraio 1860  | 9 giugno 1860    | 2 aprile 1860    |                                                                        |
| 111  | Cantù Gian Lorenzo                                  |           | 2 novembre 1850   |                  |                  |                                                                        |
| 196  | Capponi Gino                                        | 04 20     | 23 marzo 1860     | 13 aprile 1860   | 18 novembre 1865 |                                                                        |
| 184  | Carbonieri Francesco                                | 21        | 18 marzo 1860     | 11 aprile 1860   | 11 aprile 1860   |                                                                        |
| 127  | Casati Gabrio                                       |           | 20 ottobre 1853   |                  |                  |                                                                        |
| 150  | Castelli Michelangelo                               | 3         | 29 febbraio 1860  | 11 aprile 1860   | 2 aprile 1860    |                                                                        |
| 17   | Cataldi Giuseppe                                    |           | 3 aprile 1848     |                  |                  |                                                                        |
| 215  | Caveri Antonio                                      | 3         | 25 marzo 1860     | 8 giugno 1860    | 2 aprile 1860    |                                                                        |
| 205  | Centofanti Silvestro                                | 20        | 23 marzo 1860     | 6 luglio 1860    | 2 ottobre 1860   |                                                                        |
| 178  | Ceppi Lorenzo                                       | 12        | 29 febbraio 1860  | 11 aprile 1860   | 2 aprile 1860    |                                                                        |
| 183  | Chiesi Luigi                                        | 05 20     | 18 marzo 1860     | 13 aprile 1860   | 2 aprile 1860    |                                                                        |
| 203  | Chigi Carlo Corradino                               | 14        | 23 marzo 1860     | 6 luglio 1860    | 18 febbraio 1861 |                                                                        |
| 66   | Chiodo Agostino                                     |           | 14 ottobre 1848   |                  |                  |                                                                        |
| 74   | Cibrario Luigi                                      |           | 17 ottobre 1848   |                  |                  |                                                                        |
| 185  | Coccapani Imperiali Ercole                          | 21        | 18 marzo 1860     | 13 aprile 1860   | 2 aprile 1860    |                                                                        |
| 12   | Colla Federico                                      |           | 3 aprile 1848     |                  |                  |                                                                        |
| 116  | Conelli de' Prosperi Francesco                      |           | 4 marzo 1852      |                  |                  |                                                                        |
| 200  | Coppi Tito                                          | 02 09 20  | 23 marzo 1860     | 10 giugno 1860   | 2 aprile 1860    |                                                                        |
| 110  | Cordero di Montezemolo Massimo                      |           | 2 novembre 1850   |                  |                  |                                                                        |
| 14   | Cordero di Pamparato Stanislao                      |           | 3 aprile 1848     |                  |                  |                                                                        |
| 214  | Corsi di Bosnasco Carlo                             | 11        | 25 marzo 1860     | 11 aprile 1860   | 2 aprile 1860    |                                                                        |
| 15   | Cotta Giuseppe                                      |           | 3 aprile 1848     |                  |                  |                                                                        |
| 171  | D'Adda Carlo                                        | 21        | 29 febbraio 1860  | 11 aprile 1860   | 2 aprile 1860    |                                                                        |
| 117  | Dabormida Giuseppe                                  |           | 7 novembre 1852   |                  |                  |                                                                        |
| 18   | D'Angennes Alessandro                               |           | 3 aprile 1848     |                  |                  |                                                                        |
| 48   | Dalla Valle Rolando Giuseppe                        |           | 3 aprile 1848     |                  |                  |                                                                        |
| 19   | De Cardenas Lorenzo                                 |           | 3 aprile 1848     |                  |                  |                                                                        |
| 81   | De Ferrari Domenico                                 |           | 10 luglio 1849    |                  |                  |                                                                        |
| 145  | De Ferrari Raffaele                                 |           | 18 novembre 1858  |                  |                  |                                                                        |
| 140  | De Foresta Giovanni                                 |           | 31 maggio 1855    |                  |                  |                                                                        |
| 201  | De Gori Pannillini Augusto                          | 21        | 23 marzo 1860     | 14 aprile 1860   | 2 aprile 1860    |                                                                        |
| 90   | Des Ambrois de Nevache Luigi                        |           | 18 dicembre 1849  |                  |                  |                                                                        |
| 22   | Doria Giorgio                                       |           | 3 aprile 1848     |                  |                  |                                                                        |
| 138  | Durando Giacomo                                     |           | 1 aprile 1855     |                  |                  |                                                                        |
| 157  | Durando Giovanni                                    | 14        | 29 febbraio 1860  | 9 giugno 1860    | 9 giugno 1860    |                                                                        |
| 130  | Elena Domenico                                      |           | 13 settembre 1854 |                  |                  |                                                                        |
| 156  | Fanti Manfredo                                      | 05 14     | 29 febbraio 1860  | 11 aprile 1860   | 2 aprile 1860    |                                                                        |
| 142  | Farina Paolo                                        |           | 25 ottobre 1857   |                  |                  |                                                                        |
| 148  | Fenaroli Ippolito                                   | 21        | 29 febbraio 1860  | 11 aprile 1860   | 2 aprile 1860    |                                                                        |
| 202  | Fenzi Emanuele                                      | 21        | 23 marzo 1860     | 12 giugno 1860   | 12 giugno 1860   |                                                                        |
| 25   | Ferrero della Marmora Alberto                       |           | 3 aprile 1848     |                  |                  |                                                                        |
| 213  | Ferretti Cristoforo                                 | 14        | 23 marzo 1860     | 11 aprile 1860   | 11 aprile 1860   |                                                                        |
| 86   | Forest Guglielmo                                    |           | 10 luglio 1849    |                  |                  | Dimissionario il 2 ottobre 1860 per l'unione della Savoia alla Francia |
| 155  | Gabaleone di Salmour Ruggiero                       | 3         | 29 febbraio 1860  | 11 aprile 1860   | 2 aprile 1860    |                                                                        |
| 68   | Gallina Stefano                                     |           | 14 ottobre 1848   |                  |                  |                                                                        |
| 154  | Galvagno Filippo                                    | 3         | 29 febbraio 1860  | 11 aprile 1860   | 2 aprile 1860    |                                                                        |
| 188  | Gamba Ghiselli Ippolito                             | 21        | 18 marzo 1860     | 31 maggio 1860   | 31 maggio 1860   |                                                                        |
| 61   | Gerbaix de Sonnaz Ettore                            |           | 3 maggio 1848     |                  |                  |                                                                        |
| 103  | Gioja Pietro                                        |           | 22 marzo 1850     |                  |                  |                                                                        |
| 204  | Giorgini Gaetano                                    | 05 20     | 23 marzo 1860     | 21 febbraio 1861 | 21 febbraio 1861 |                                                                        |
| 143  | Girod Tommaso Giuseppe                              |           | 21 marzo 1858     |                  |                  | Dimissionario il 12 giugno 1860 per l'unione della Savoia alla Francia |
| 170  | Giulini della Porta Cesare                          | 21        | 29 febbraio 1860  | 14 aprile 1860   | 2 aprile 1860    |                                                                        |
| 119  | Gonnet Claudio                                      |           | 20 ottobre 1853   |                  |                  |                                                                        |
| 194  | Gozzadini Giovanni                                  | 21        | 18 marzo 1860     | 31 maggio 1860   | 2 aprile 1860    |                                                                        |
| 136  | Imperiali Giuseppe                                  |           | 26 novembre 1854  |                  |                  |                                                                        |
| 108  | Jacquemoud Giuseppe                                 |           | 2 novembre 1850   |                  |                  |                                                                        |
| 198  | Lambruschini Raffaello                              | 20        | 23 marzo 1860     | 6 luglio 1860    | 20 aprile 1861   |                                                                        |
| 177  | Lauzi Giovanni                                      | 21        | 29 febbraio 1860  | 23 maggio 1860   | 2 aprile 1860    |                                                                        |
| 113  | Lazari Fabrizio                                     |           | 2 novembre 1850   |                  |                  | Morto l'8 dicembre 1860                                                |
| 161  | Lechi Luigi                                         | 20        | 29 febbraio 1860  | 6 luglio 1860    | 2 ottobre 1860   |                                                                        |
| 182  | Linati Filippo                                      | 21        | 18 marzo 1860     | 11 aprile 1860   | 2 aprile 1860    |                                                                        |
| 64   | Maestri Ferdinando                                  |           | 6 giugno 1848     |                  |                  |                                                                        |
| 87   | Malaspina Luigi                                     |           | 10 luglio 1849    |                  |                  |                                                                        |
| 195  | Malvezzi Giovanni                                   | 21        | 18 marzo 1860     | 23 maggio 1860   | 2 aprile 1860    |                                                                        |
| 132  | Mameli Cristoforo                                   |           | 26 novembre 1854  |                  |                  |                                                                        |
| 29   | Manno Giuseppe                                      |           | 3 aprile 1848     |                  |                  |                                                                        |
| 158  | Manzoni Alessandro                                  | 20        | 29 febbraio 1860  | 11 aprile 1860   | 8 giugno 1860    |                                                                        |
| 104  | Marioni Giuseppe                                    |           | 15 giugno 1850    |                  |                  |                                                                        |
| 160  | Martinengo di Villagana Giovanni                    | 21        | 29 febbraio 1860  | 23 maggio 1860   | 2 aprile 1860    |                                                                        |
| 199  | Marzucchi Celso                                     | 05 10     | 23 marzo 1860     | 11 aprile 1860   | 2 aprile 1860    |                                                                        |
| 107  | Massa Saluzzo Leonzio                               |           | 2 novembre 1850   |                  |                  |                                                                        |
| 191  | Matteucci Carlo                                     | 20        | 18 marzo 1860     | 23 maggio 1860   | 2 aprile 1860    |                                                                        |
| 151  | Menabrea Luigi Federico                             | 03 18 20  | 29 febbraio 1860  | 26 aprile 1860   | 2 aprile 1860    |                                                                        |
| 174  | Merini Andrea                                       | 20        | 29 febbraio 1860  | 27 aprile 1860   | 2 aprile 1860    |                                                                        |
| 190  | Montanari Antonio                                   | 5         | 18 marzo 1860     | 31 maggio 1860   | 2 aprile 1860    |                                                                        |
| 62   | Moris Giuseppe Giacinto                             |           | 3 maggio 1848     |                  |                  |                                                                        |
| 30   | Mosca Bernardo Carlo                                |           | 3 aprile 1848     |                  |                  |                                                                        |
| 31   | Musio Giuseppe                                      |           | 3 aprile 1848     |                  |                  |                                                                        |
| 179  | Nazari Giovanni Battista                            | 20 21     | 29 febbraio 1860  | 14 aprile 1860   | 2 aprile 1860    |                                                                        |
| 63   | Nazari di Calabiana Luigi                           |           | 3 maggio 1848     |                  |                  |                                                                        |
| 172  | Negri Giuseppe                                      | 21        | 29 febbraio 1860  | 14 aprile 1860   | 2 aprile 1860    |                                                                        |
| 33   | Nigra Giovanni                                      |           | 3 aprile 1848     |                  |                  |                                                                        |
| 93   | Nomis di Pollone Antonio                            |           | 18 dicembre 1849  |                  |                  |                                                                        |
| 153  | Notta Giovanni                                      | 3         | 29 febbraio 1860  | 11 aprile 1860   | 2 aprile 1860    |                                                                        |
| 163  | Novasconi Giuseppe Antonio                          | 1         | 29 febbraio 1860  | 3 luglio 1860    | 23 marzo 1865    |                                                                        |
| 89   | Oneto Giacomo                                       |           | 27 luglio 1849    |                  |                  |                                                                        |
| 35   | Pagliacciù della Planargia Giovanni Antonio         |           | 3 aprile 1848     |                  |                  | Morto il 24 novembre 1860                                              |
| 128  | Paleocapa Pietro                                    |           | 6 marzo 1854      |                  |                  |                                                                        |
| 34   | Pallavicini Ignazio                                 |           | 3 aprile 1848     |                  |                  |                                                                        |
| 71   | Pallavicino Mossi Lodovico                          |           | 14 ottobre 1848   |                  |                  |                                                                        |
| 173  | Pallavicino Trivulzio Giorgio                       | 3         | 29 febbraio 1860  | 11 aprile 1860   | 2 aprile 1860    |                                                                        |
| 166  | Panizza Bartolomeo                                  | 20        | 29 febbraio 1860  | 8 giugno 1860    | 8 giugno 1860    |                                                                        |
| 187  | Pasolini Giuseppe                                   | 05 21     | 18 marzo 1860     | 11 aprile 1860   | 11 aprile 1860   |                                                                        |
|      | (Paternò Castello) di San Giuliano Benedetto Orazio |           |                   | 2 aprile 1860    | 17 dicembre 1860 |                                                                        |
| 139  | Persoglio Carlo                                     |           | 1 aprile 1855     |                  |                  | Morto il 29 agosto 1860                                                |
| 141  | Pes di Villamarina Salvatore                        | 7         | 14 maggio 1856    | 6 luglio 1860    | 26 febbraio 1861 | Non prestò giuramento                                                  |
| 167  | Piazzoni Giovanni Battista                          | 21        | 29 febbraio 1860  | 11 aprile 1860   | 2 aprile 1860    |                                                                        |
| 40   | Picolet Lorenzo                                     |           | 3 aprile 1848     |                  |                  | Dimissionario il 12 giugno 1860 per l'unione della Savoia alla Francia |
| 105  | Pinelli Alessandro                                  |           | 2 novembre 1850   |                  |                  |                                                                        |
| 192  | Pizzardi Luigi                                      | 21        | 18 marzo 1860     | 2 ottobre 1860   | 2 aprile 1860    |                                                                        |
| 39   | Plana Giovanni Antonio Amedeo                       |           | 3 aprile 1848     |                  |                  |                                                                        |
| 41   | Plezza Giacomo                                      |           | 3 aprile 1848     |                  |                  |                                                                        |
| 211  | Poggi Enrico                                        | 05 11     | 23 marzo 1860     | 31 maggio 1860   | 2 aprile 1860    |                                                                        |
| 129  | Ponza di San Martino Gustavo                        |           | 6 marzo 1854      |                  |                  |                                                                        |
| 162  | Porro Alessandro                                    | 21        | 29 febbraio 1860  | 14 aprile 1860   | 2 aprile 1860    |                                                                        |
| 73   | Prat Ferdinando                                     |           | 14 ottobre 1848   |                  |                  |                                                                        |
| 165  | Prinetti Ignazio                                    | 21        | 29 febbraio 1860  | 14 aprile 1860   | 2 aprile 1860    |                                                                        |
| 42   | Provana di Collegno Luigi                           |           | 3 aprile 1848     |                  |                  |                                                                        |
| 206  | Puccinotti Francesco                                | 20        | 23 marzo 1860     | 3 luglio 1860    |                  | Non prestò giuramento                                                  |
| 44   | Quarelli di Lesegno Celestino                       |           | 3 aprile 1848     |                  |                  |                                                                        |
| 106  | Regis Giovanni                                      |           | 2 novembre 1850   |                  |                  |                                                                        |
| 83   | Riberi Alessandro                                   |           | 10 luglio 1849    |                  |                  |                                                                        |
| 45   | Ricci Alberto                                       |           | 3 aprile 1848     |                  |                  |                                                                        |
| 209  | Ridolfi Cosimo                                      | 05 20 21  | 23 marzo 1860     | 11 aprile 1860   | 2 aprile 1860    |                                                                        |
| 135  | Riva Pietro                                         |           | 26 novembre 1854  |                  |                  |                                                                        |
| 122  | Roncalli Vincenzo                                   |           | 20 ottobre 1853   |                  |                  |                                                                        |
| 169  | Roncalli Francesco                                  | 21        | 29 febbraio 1860  | 14 aprile 1860   | 2 aprile 1860    |                                                                        |
| 210  | Salvagnoli Vincenzo                                 | 20        | 23 marzo 1860     | 6 luglio 1860    |                  | Non prestò giuramento                                                  |
| 181  | Salvatico Pietro                                    | 21        | 18 marzo 1860     | 2 ottobre 1860   | 2 aprile 1860    |                                                                        |
| 65   | Sanvitale Luigi                                     | 21        | 18 marzo 1860     | 11 aprile 1860   | 2 aprile 1860    | Seconda nomina dopo le dimissioni nel 1849                             |
| 118  | Sauli Francesco                                     |           | 20 ottobre 1853   |                  |                  |                                                                        |
| 51   | Sauli d'Igliano Lodovico                            |           | 3 aprile 1848     |                  |                  |                                                                        |
| 80   | Sclopis di Salerano Federigo                        |           | 10 luglio 1849    |                  |                  |                                                                        |
| 124  | Sella Giovanni Battista                             |           | 20 ottobre 1853   |                  |                  |                                                                        |
| 52   | Serra Domenico                                      |           | 3 aprile 1848     |                  |                  |                                                                        |
| 180  | Serra Orso                                          | 03 21     | 7 marzo 1860      | 11 aprile 1860   | 2 aprile 1860    |                                                                        |
| 54   | Stara Giuseppe                                      |           | 3 aprile 1848     |                  |                  |                                                                        |
| 197  | Strozzi Ferdinando                                  | 21        | 23 marzo 1860     | 12 giugno 1860   | 2 aprile 1860    | Non ha ancora l'età                                                    |
|      | Taddei Gioacchino                                   |           | 23 marzo 1860     |                  |                  | Morto il 28 maggio 1860                                                |
| 120  | Taparelli d'Azeglio Massimo                         |           | 20 ottobre 1853   |                  |                  |                                                                        |
| 55   | Taparelli d'Azeglio Roberto                         |           | 3 aprile 1848     |                  |                  |                                                                        |
| 147  | Taverna Carlo                                       | 21        | 29 febbraio 1860  | 23 maggio 1860   | 2 aprile 1860    |                                                                        |
| 149  | Torelli Luigi                                       | 3         | 29 febbraio 1860  | 18 luglio 1861   | 18 febbraio 1861 |                                                                        |
| 57   | Tornielli di Borgo Lavezzaro                        |           | 3 aprile 1848     |                  |                  |                                                                        |
| 58   | Trabucco di Castagnetto Cesare                      |           | 3 aprile 1848     |                  |                  |                                                                        |
| 186  | Varano Rodolfo                                      | 21        | 18 marzo 1860     | 12 giugno 1860   | 2 aprile 1860    |                                                                        |
| 146  | Vigliani Paolo Onorato                              | 13        | 23 gennaio 1860   | 11 aprile 1860   | 2 aprile 1860    |                                                                        |
| 207  | Zannetti Ferdinando                                 | 20        | 23 marzo 1860     | 6 luglio 1860    |                  | Non prestò giuramento                                                  |